# Афендик Максим Степанович
Афендик Максим Степанович (* 1723, Бориспіль — † до 1798, м. см. невід.) — український державний діяч доби Гетьманщини. Сотник бориспільський, полковий хорунжий Київського полку. Сигнатор «Наказу...» 1767 року до Законодавчої комісії Російської імперії від української гетьманської шляхти. 

## Біографія
Брат Давида Афендика. У січні 1738 згадується учнем класу інфими Києво-Могилянської академії. Разом з ним навчався молодший брат Михайло Афендик.
21 червня 1752 змінив батька на уряді сотника Бориспільської сотні.
5 липня 1767 вийшов у відставку у ранзі полкового хорунжого Київського полку. Батько останнього сотника Бориспільської сотні Корнія Афендика.  
1767 підписав «Наказ» до Комісії зі складання проекту Нового Укладання законів Російської імперії від переяславської шляхти.
Був одружений з козачкою Матроною (прізвище невід.).